# Nguyễn Ngọc Trìu
Nguyễn Ngọc Trìu (1926 – 2016) là một chính khách Việt Nam, Phó Chủ tịch Hội đồng Bộ trưởng, Bí thư Tỉnh ủy Thái Bình, Bộ trưởng Bộ Nông nghiệp, là Ủy viên Ban Chấp hành Trung ương Đảng Cộng sản Việt Nam các khóa IV, V, VI,; đại biểu Quốc hội các khóa II, IV, V, VI, VII, VIII, Bí thư Tỉnh ủy, Chủ tịch UBND tỉnh Thái Bình.

## Tiểu sử
Ông Nguyễn Ngọc Trìu sinh ngày 2 tháng 10 năm 1926 tại xã Tây Giang, Tiền Hải (Thái Bình), cùng quê với các ông Trần Độ, Hoàng Văn Thái.
Ông tham gia cách mạng từ năm 17 tuổi, gia nhập vào Đảng Cộng sản Việt Nam chính thức tháng 7/1946, và đã trải qua nhiều trọng trách quan trọng tại địa phương như Bí thư huyện ủy Tiền Hải, Ủy viên Thường vụ tỉnh ủy Thái Bình, Giám đốc Sở Công thương, Chủ tịch UBND Tỉnh,Bí thư tỉnh ủy Thái bình, Đại biểu Quốc hội . Ông cũng tham gia học tại Đại học Kinh tế Quốc dân, Trường Đảng Nguyễn Ái Quốc. Từ năm 1963 ông giữ chức Chủ tịch Ủy ban nhân dân tỉnh Thái Bình và cùng với sự lãnh đạo của Bí thư tỉnh ủy Ngô Duy Đông đã làm lên kỳ tích 5 tấn thóc cho vùng quê lúa .
Tại các Đại hội Đảng IV (1976), V (1982), VI (1986) ông được bầu vào Ban Chấp hành Trung ương Đảng Cộng sản Việt Nam.và là đại biểu Quốc hội các khóa II, IV, V, VI, VII, VIII.
Khi thống nhất miền Nam năm 1975, ông làm Bí thư tỉnh ủy Thái bình.
Năm 1977 ông giữ chức Thứ trưởng Bộ Nông nghiệp và từ 23-2-1979 cho đến 1987 ông giữ chức Bộ trưởng Bộ Nông nghiệp (thay cho Võ Chí Công) (nay là Bộ Nông nghiệp và Phát triển Nông thôn Việt Nam). Việc đầu tiên khi Nguyễn Ngọc Trìu nhận chức Bộ trưởng là ra Chỉ thị 339 giải phóng sức sản xuất của trâu, bò. Chỉ thị 339 "cởi trói" cho kinh tế hộ gia đình có quyền nuôi trâu bò không hạn chế số lượng, mở chợ tự do mua bán, giết thịt không cần xin phép, nhập khẩu bò để lai tạo giống tốt. Nhờ đó, chăn nuôi trâu bò nhanh chóng phát triển, chất lượng con giống được cải tạo.
Trong thời gian ông nắm giữ trọng trách Bộ trưởng Nông nghiệp cũng là giai đoạn khó khăn nhất của kinh tế Việt Nam nói chung và của ngành Nông nghiệp nói riêng. Ông là người đã thúc đẩy và thực hiện việc Khoán sản, mang lại diện mạo và thành công mới cho một nền Nông nghiệp lạc hậu với tỉ lệ người sản xuất chiếm hơn 80% dân số cả nước lúc bấy giờ.
Từ 16 tháng 2 năm 1987 đến 10 tháng 5 năm 1988 ông được cử làm Phó Chủ tịch Hội đồng Bộ trưởng (Phó Thủ tướng) phụ trách mảng Nông - Lâm - Ngư nghiệp và sau đó làm,trưởng ban Nông nghiệp nay là ban Kinh tế TU và làm Đặc phái viên cho Thủ tướng phụ trách miền Tây và Tây Nam bộ.
Sau khi về hưu ông đảm nhận chúc vụ Chủ tịch Trung ương Hội VAC (Hội người làm vườn - một tổ chức phi chính phủ do chính ông đề xướng và sáng lập ra từ khi còn đương chức Bộ trưởng Nông nghiệp), góp phần rất lớn cho việc nâng cao khả năng phát triển kinh tế nông thôn.Ông cũng là Chủ tịch Hội đồng hương Thái bình tại Hà nội.
Nguyễn Ngọc Trìu mất ngày 9 tháng 7 năm 2016, hưởng thọ 91 tuổi.

## Khen thưởng
Ông đã được Đảng và Nhà nước trao tặng Huân chương Hồ Chí Minh, Huân chương Lao Đông, Huy hiệu 70 năm tuổi Đảng và nhiều danh hiệu cao quý khác.